# Henri Iweins d'Eeckhoutte
Henri-François-Joseph-Paul Iweins d'Eeckhoutte (Ieper, 16 maart 1837 - 31 december 1902) was een Belgisch volksvertegenwoordiger en senator.

## Levensloop
Henri Iweins was de zoon van Henri Iweins (1811-1883) en Pauline Fonteyne (1818-1881). Henri senior was schepen van Ieper en rechter bij de rechtbank van eerste aanleg. Hij bekwam in 1861 opname in de erfelijke adelstand. 
Henri Iweins junior verkreeg in 1885 de toelating om aan de familienaam d'Eeckhoute toe te voegen. In 1863 trouwde hij in Breda met Marie-Jeanne Storm. Ze hadden zes kinderen, onder wie Adrien Iweins d'Eeckhoutte.
Iweins speelde een belangrijke maatschappelijke rol in Ieper, onder meer als voorzitter van de Katholieke Kring. Hij was actief in allerhande katholieke verenigingen:
- lid van het katholiek schoolcomité voor de dekenij Ieper en weldoener van de katholieke scholen,
- voorzitter van de kerkraad van Sint-Jacobs,
- voorzitter van de Conferentie van Sint Vincentius à Paulo voor de dekenij Ieper.

Hij was gedurende meer dan twintig jaar provincieraadslid (1872-1876 en 1879-1894).
In 1891 werd hij gemeenteraadslid van Ieper. Het leek in het vooruitzicht te liggen dat hij burgemeester zou worden, maar op advies van bisschop Johan Joseph Faict ging dit (om niet nader bekende redenen) niet door en werd volksvertegenwoordiger René Colaert de nieuwe burgemeester. Men bood Iweins een schepenzetel aan, maar die weigerde hij.
Hij werd opeenvolgend volksvertegenwoordiger (1894-1900) voor het arrondissement Ieper en provinciaal verkozen senator (1900-tot aan zijn dood).